# Rugby Stadium Otello Gerli
Il Rugby Stadium Otello Gerli è un impianto sportivo di Udine che ospita le partite casalinghe dell'ASD Rugby Udine 1928.
È dotato di un campo in erba e le sue tribune hanno una capienza di 1500 posti a sedere.
L'asse principale è disposto nella direzione Nord-Sud; la tribuna per il pubblico è sul lato occidentale, l'ingresso è sul lato meridionale.